# Свобода выбора (книга)
Свобода выбора: персональное утверждение (англ. Free to Choose: A Personal Statement, 1980) – книга лауреата Нобелевской премии М. Фридмана и его супруги Р. Фридман.

## Фильм
Произведение написано по мотивам 10-серийного телевизионного фильма с тем же названием, в котором снялся М. Фридман и впервые показанного в эфире в том же 1980 г. Фильм построен как ряд бесед экономиста с разными людьми на темы свободы рынка, которые перемежаются с монологами М. Фридмана. В 1990 г. фильм был показан вновь, причем отдельные серии представляли известные деятели: такие как Р. Рейган и А. Шварценеггер.

## Содержание
Книга содержит 10 глав: 
1. Власть рынка; 
2. Тирания контроля; 
3. Анатомия кризиса; 
4. От колыбели до могилы; 
5. Созданные равными; 
6. Что не так с нашими школами? 
7. Кто защищает потребителя? 
8. Кто защищает работника? 
9. Лекарство от инфляции; 
10. Течение меняется.

## Идеи
В книге М. Фридман защищает принцип экономического либерализма, параллельно критикуя политику правительства США по многим направлениям, а в особенности в области налогообложения, государственного регулирования школьной системы. В качестве одной из панацей Ф. предлагает ввести отрицательную систему налогообложения. 

## Переводы
На русском языке книга издана в 2007 году:
- Фридман М., Фридман Р. Свобода выбирать: наша позиция. — М.: Новое издательство, 2007. — 356 с. — (Библиотека Фонда «Либеральная миссия»).